# Jouko Turkka
Pour les articles homonymes, voir Jouko et Turkka.
Jouko Veli Turkka (né le 17 avril 1942 à Pirkkala et mort le 22 juillet 2016 à Pirkkala) est un réalisateur et écrivain finlandais,,,,
.

## Biographie
Jouko Turkka fréquente le lycée classique de Tampere, et obtient son diplôme de fin d'études secondaires en 1963.
Jouko Turkka effectue son service militaire à Niinisalo et est diplômée de l'école des officiers de réserve d'Hamina (fi).
Au printemps 1964, Jouko Turkka devient étudiant à l'école finlandaise de théâtre (fi). 
Seuls Jouko Turkka et Eeva Salminen sont acceptés dans l'option mise en scène.
Jouko Turkka a commencé ses études à l'automne 1964 et obtient son diplôme en 1967. 
Pour son projet de fin d'études, Jouko Turkka dirige la pièce d'Ernst Toller, Les Briseurs de machine, sur la petite scène du Théâtre national de Finlande.

### École supérieure de théâtre
Jouko Turkka a été professeur de théâtre à l'Académie de théâtre de 1981 à 1988, dont il a été directeur de 1982 à 1985, et professeur de mise en scène de 1985 à 1988. 
Dans son enseignement, il a souligné l'importance d'une expression physique forte et a mis l'accent sur les premières méthodes d'acteur russes ainsi que sur la méthode psychophysique ultérieure de École supérieure de théâtre d'Helsinki et Vsevolod Meyerhold.
Il a également utilisé la méthodologie du réalisateur et philosophe japonais Tadashi Suzuki.
Parmi ses étudiants : Timo Harakka, Mari Rantasila, Satu Silvo,  Katja Kiuru, Martti Suosalo,, Ville Virtanen, Oskari Katajisto et Mikko Kivinen.
La représentation dite Jumalan teatteri qui a eu lieu au Théâtre de la ville d'Oulu 
Le groupe Jumalan teatteri, formé par quatre de ses anciens étudiants Jari Halonen, Jorma Tommila, Esa Kirkkopelto et Jari Hietanen, est surtout connu pour sa performance expérimentale aux journées théâtrales d'Oulu le 17 janvier 1987 qui a été un scandale ayant attiré l'attention internationale.
Jouko Turka a été associé au scandale bien que lui-même n'ait pas participé à la représentation et n'en ait pas été informé à l'avance.
Jouko Turkka n'a pas accepté de condamner la performance de ses étudiants, 
Le ministre de l'éducation Gustav Björkstrand et une opinion publique féroce exigèrent q la tête de Jouko Turkka.

### Après l'école supérieure de théâtre
Jouko Turkka a réalisé deux séries télévisées controversées et vivement débattues, Seitsemän veljestä (1989) et Kiimaiset poliisit (1993). 
De plus, il est apparu dans les films de Jari Halonen Back to the USSR – takaisin Ryssiin (1992) et Aleksis Kiven elämä (2001).
En 1997–1998, Jouko Turkka et son fils Juha Turkka ont animé l'émission Turkka & Turkka pour la chaîne télévision Nelonen. 
Parmi les invités de Jouko Turkka figuraient le premier ministre Paavo Lipponen, le rédacteur en chef d'Helsingin Sanomat Janne Virkkunen, l'écrivain Hannu Salama, le poète Arto Melleri, la dramaturge Outi Nyytäjä et l'acteur Martti Soovalo.
Le roman Häpeä a été nommé pour le prix Finlandia en 1994. 
Ses recueils d'essais sont Aiheita (1982) et Selvitys oikeuskanslerille (1984).
Jouko Turkka est décédé des suites d'une longue maladie en 2016.
Jouko Turkka est enterré le 12 août 2016 au cimetière de la vieille église de Pirkkala à côté de sa mère et de son père.

## Œuvres

### Mises en scène de théâtre
Ylioppilasteatteri
- Yövieraat (1966)

Suomen teatterikoulu
- Koneittenmurskaajat (1966)

Théâtre municipal de Seinäjoki
- Jääkärin morsian (1967),
- Rikottu ruukku (1967)
- Kun on tunteet (1967)
- Mielipuolen päiväkirja (1967)
- Seitsemän veljestä (1967)
- Romeo ja Julia (1968)
- Vedenkuljettamat (1968)
- Tulva (1968)
- Patruuna ja emäntäpiika (1968)

Théâtre municipal de Joensuu
- Anu ja Mikko (1968)
- Se tavallinen tarina (1969)
- Hyvästi Mansikki (1969)
- Tangokuningas (1970)
- Aja hitosti (1970)
- Pois alta – akkavalta (1970)
- Hullunkuriset pellet (1970)
- Tangokuningas (1970)
- Asento! (1970)
- Tuntematon sotilas (1971)
- Tulitikkuja lainaamassa (1972)

Théâtre d'été de Pyynikki
- Mustalaisoperetti (1970),

Théâtre suédois de Turku
- Daniel Hjort (1973),

Tikapuuteatteri
- Papin perhe (1973)

Théâtre municipal de Kotka
- Runar ja Kyllikki (1974),
- Nummisuutarit (1974),

Théâtre national de Finlande
- Valheita (1990),
- Presidentin dementia (1993)

Teatteri Viirus
- Att hyra en kändis (1994)

Théâtre municipal de Lappeenranta
- Kumpi nauttii enemmän – mies vai nainen? (1995)

Théâtre des travailleurs de Tampere
- Rakkaita pettymyksiä rakkaudessa (1996)

Théâtre de Pori
- Täysin tyydytetty nainen (1997)

Théâtre municipal d'Helsinki
- Nummisuutarit (1975),
- Ringportin linja (1975),
- Siinä näkijä missä tekijä (1976),
- Niskavuoren nuori emäntä (1977),
- Puuvillaprinsessa (1977),
- Putkinotko (1978),
- Aavesonaatti (1978),
- Viisas neitsyt (1979),
- Tuntematon sotilas (1979),
- Kohti toista tasavaltaa (1980),
- Murtovarkaus (1981),
- Voimamies (1982),
- Jeppe Niilonpoika (1985),
- Hypnoosi (1985)
- Runar ja Kyllikki (1996),

École supérieure de théâtre d'Helsinki
- Puotilaa hengiltä (1982),
- Tuhat ja yksi yötä (1983)
- Mällisen metkut (1983)
- Kahden herran palvelija (1984)

Théâtre municipal de Turku
- Yksi yö ruotsalaista kesää (2004)
- Konkurssisirkus (2005)

Théâtre municipal de Göteborg
- Lihaa ja rakkautta (1986)

Théâtre télévisé
- Hamlet (1985)

### Télévision
Jouko Turkka a réalisé pour Yleisradio les téléfilms Yö ja päivä (1967), Poika ei päässyt sisään (1980), Isä vieraissa (1982) ja Naiskoomikko (1983), et les séries télévisées Seitsemän veljestä (1989) ja Kiimaiset poliisit (1993).

### Radio
Joukko Turkka a dirigé pour le Radioteatteri d'Yleisradio les pièces radiophoniques  Matti Väkevä (1969), Munakokkeli (1970), Tuotantolaitos (1971), Kohtalon sormi (1972), Erään tapaturman johdosta (1992), Turpaan, kuonoon... (1994) et Rahanhimoni taidemarkkinoilla (1997),.

### Livres
- (fi) Jouko Turkka, Aiheita, Éditions Otava, 1982 (ISBN 951-1-11061-6)
- (fi) Jouko Turkka, Selvitys oikeuskanslerille, Éditions Otava, 1984 (ISBN 951-1-08165-9)
- (fi) Jouko Turkka, Hypnoosi, Lihaa ja rakkautta, kaksi näytelmää, Éditions Otava, 1987 (ISBN 951-1-09218-9)
- (fi) Jouko Turkka, Häpeä: Vaellusromaani, Éditions Otava, 1994 (ISBN 951-1-12786-1)
- (fi) Jouko Turkka, Nyt alkoi elämä, Éditions Otava, 1996 (ISBN 951-1-14652-1)
- (fi) Jouko Turkka, Osta pientä ihmistä: Näytelmä, Éditions Like, 2000 (ISBN 951-578-754-8)
- (fi) Jouko Turkka, Kärsimys on turhaa, Éditions Teos, 2017 (ISBN 978-951-851-647-0)

## Prix et récompenses
- Pohjois-Karjalan taidepalkinto (1970)
- Kritiikin Kannukset (fi) (1970)
- Kymen läänin taidepalkinto (1975)
- Vuoden Teatteritekopalkinto (1979)
- Prix Juhana-Heikki-Erkko (1982)
- Pohjoismainen kuunnelmapalkinto (1993)
- Prix Lea (1995)
- Vuoden Kiila (fi) (1997)
- Prix de la fondation culturelle finlandaise (2004)
- Teatteritaiteen kunniatohtori (2009)